# Halosciastrum
Halosciastrum es un género monotípico perteneciente a la familia botánica Apiaceae. Su única especie: es Halosciastrum melanotilingia.

## Taxonomía
Halosciastrum melanotilingia  fue descrita por Pimenov & V.N.Tikhom.
Sinonimia
- Cymopterus crassus Hiroë
- Ligusticum purpureopetalum Kom.
- Ostericum crassum Kitag.
- Pimpinella crassa Nakai[1]